# Сен-Дизье-ла-Тур
Сен-Дизье́-ла-Тур (фр. Saint-Dizier-la-Tour) — коммуна во Франции, находится в регионе Лимузен. Департамент коммуны — Крёз. Входит в состав кантона Шенерай. Округ коммуны — Обюссон.
Код INSEE коммуны — 23187.

## Население
Население коммуны на 2010 год составляло 219 человек.
| 1962 | 1968 | 1975 | 1982 | 1990 | 1999 | 2010 |
| ---- | ---- | ---- | ---- | ---- | ---- | ---- |
| 408  | 370  | 321  | 276  | 234  | 228  | 219  |

## Экономика
В 2010 году среди 124 человек трудоспособного возраста (15—64 лет) 83 были экономически активными, 41 — неактивными (показатель активности — 66,9 %, в 1999 году было 70,0 %). Из 83 активных жителей работали 74 человека (39 мужчин и 35 женщин), безработных было 9 (5 мужчин и 4 женщины). Среди 41 неактивных 10 человек были учениками или студентами, 19 — пенсионерами, 12 были неактивными по другим причинам.